# Kechibi

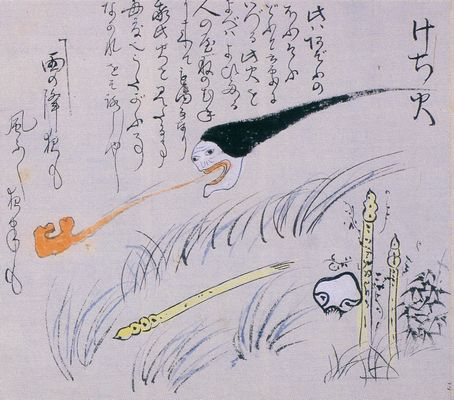
Kechi-bi extrait du Tosa obake zōshi, auteur inconnu

Le kechibi (けち火) est un kaika qui apparaît dans les légendes de la préfecture de Kōchi.

## Description
Il passe pour être l'onryō des humains transformé en boules de feu et il est dit être possible de lui faire signe en battant un trois fois un  zōri ou de mettre de la salive sur le zōri et en l'appelant. Il est également dit que le visage d'un être humain flotte dans le feu.
Ils ont la réputation d'apparaître au-dessus de l'eau et de là sont parfois appelés une espèce de funayūrei. Dans la préfecture de Nara, ils sont parfois considérés comme étant de même nature que les kaika janjanbi.
Selon le livre du chercheur folkloriste Rinichihara Ichihara, ils sont essentiellement divisés en deux types, ceux qui sortent de la chair à l'instant où meurt un être humain et ceux qui émanent des hommes pendant leur sommeil.
À titre d'exemple de ce dernier type, existe le conte suivant en provenance du district de kami dans la préfecture de Kōchi (de nos jours Kami) du début de l'ère Meiji. Alors qu'un homme appelé Yoshiyan traverse la route de nuit, il y a à côté de la Monobe-gawa un kechibi retourné sur la route. En s'approchant, l'homme constate que le kechibi commencer à rouler et quand il le poursuit par curiosité, le kechibi s'enfuit et finalement l'homme se trouve entrer dans une maison. Dans cette maison, un homme qui vient d'avoir un cauchemar se réveille et dit à sa femme : « Yoshiyan me pourchassait, alors je me suis enfui désespérément »
Dans un conte folklorique du district de Takaoka également au cours de l'ère Meiji, un homme très courageux nommé Kumaani Saitō observe un kechibi et quand il lui crie « Viens voler ici », le kechibi vole juste en face de lui. Saitō tente d'attraper le feu vivant mais à chaque fois qu'il essaye de l'attraper à la main ou de lui marcher dessus, le kechibi disparaît puis réapparait et ainsi de suite. Il parvient finalement à le capturer dans les deux mains et le ramène à son domicile, mais là, quand il ouvre les mains, le kechibi a déjà disparu avant qu'il ne s'en aperçoive. Le lendemain, Kumaani a une fièvre d'origine inconnue et en meurt.
Dans le Tosa obake zōshi (auteur inconnu), un emaki yōkai de la province de Tosa (de nos jours préfecture de Kōchi) à l'époque d'Edo, est écrit 鬼火 et possède des furigana indiquant une lecture de kechibi.

## Source de la traduction
- (en) Cet article est partiellement ou en totalité issu de l’article de Wikipédia en anglais intitulé « Kechibi » (voir la liste des auteurs).